# Rio Cremene
O Rio Cremene é um rio da Romênia, afluente do Şuşiţa, localizado no distrito de Vrancea.